# Füzérkajata
Füzérkajata este un sat în districtul Sátoraljaújhely, județul Borsod-Abaúj-Zemplén, Ungaria, având o populație de 122 de locuitori (2011). 

## Demografie
Componența etnică a satului Füzérkajata
     Maghiari (100%)
Componența confesională a satului Füzérkajata
     Reformați (62,3%)
     Romano-catolici (18,85%)
     Greco-catolici (3,28%)
     Necunoscută (15,57%)
Conform recensământului din 2011, satul Füzérkajata avea 122 de locuitori. Din punct de vedere etnic, majoritatea locuitorilor (100,0%) erau maghiari.  Din punct de vedere confesional, majoritatea locuitorilor (62,3%) erau reformați, existând și minorități de romano-catolici (18,85%) și greco-catolici (3,28%). Pentru 15,57% din locuitori nu este cunoscută apartenența confesională.